# Cilengkrang (Waled)
Cilengkrang is een bestuurslaag in het regentschap Cirebon van de provincie West-Java, Indonesië. Cilengkrang telt 3008 inwoners (volkstelling 2010).